# Церква Архістратига Михаїла (Росішки)
Церква Архістратига Михаїла — чинна дерев'яна парафіяльна церква у селі Росішки. Збудована у стилі українського бароко в 1905 році архітектором Юргенсом на місці давнішої. Пам'ятка архітектури національного значення.

## Архітектура
Церква збудована у період, коли панував історизм — так званий єпархіальний стиль. Храм хрещатий у плані (що характерно лише для української сакральної архітектури), над головною банею встановлено 8-гранний гранчастий барабан. Дзвіниця розташована над притвором (бабинцем), також має 8-гранне завершення.

## Історія
Коли було збудовано першу церкву Архистратига Михаїла, невідомо. Відомостей цих не міг встановити навіть Лаврентій Похилевич, збираючи матеріали для своєї праці: «Церква Св. Михаїла, дерев'яна, 7 класу; землі має 42 десятини; невідомо коли побудована»
1902 року архітектор Євген Єрмаков розробив проект нового дерев'яного храму для Росішок. 1905 року храм було збудовано, безпосередньо будував храм архітектор Микола Юргенс.
2004-2005 роках трудами настоятеля храму протоієря Василія Беци було проведено капітальний ремонт храму. Було замінено зруйновані частини стін, перекрито куполи та дах і пофарбовано весь храм.
Цікаво, що при будівництві цієї церкви до неї було перенесено старовинний іконостас 2-ї половини XVIII століття із церкви-попередниці. 18 березня 2023 року громада перейшла до ПЦУ.

## Галерея

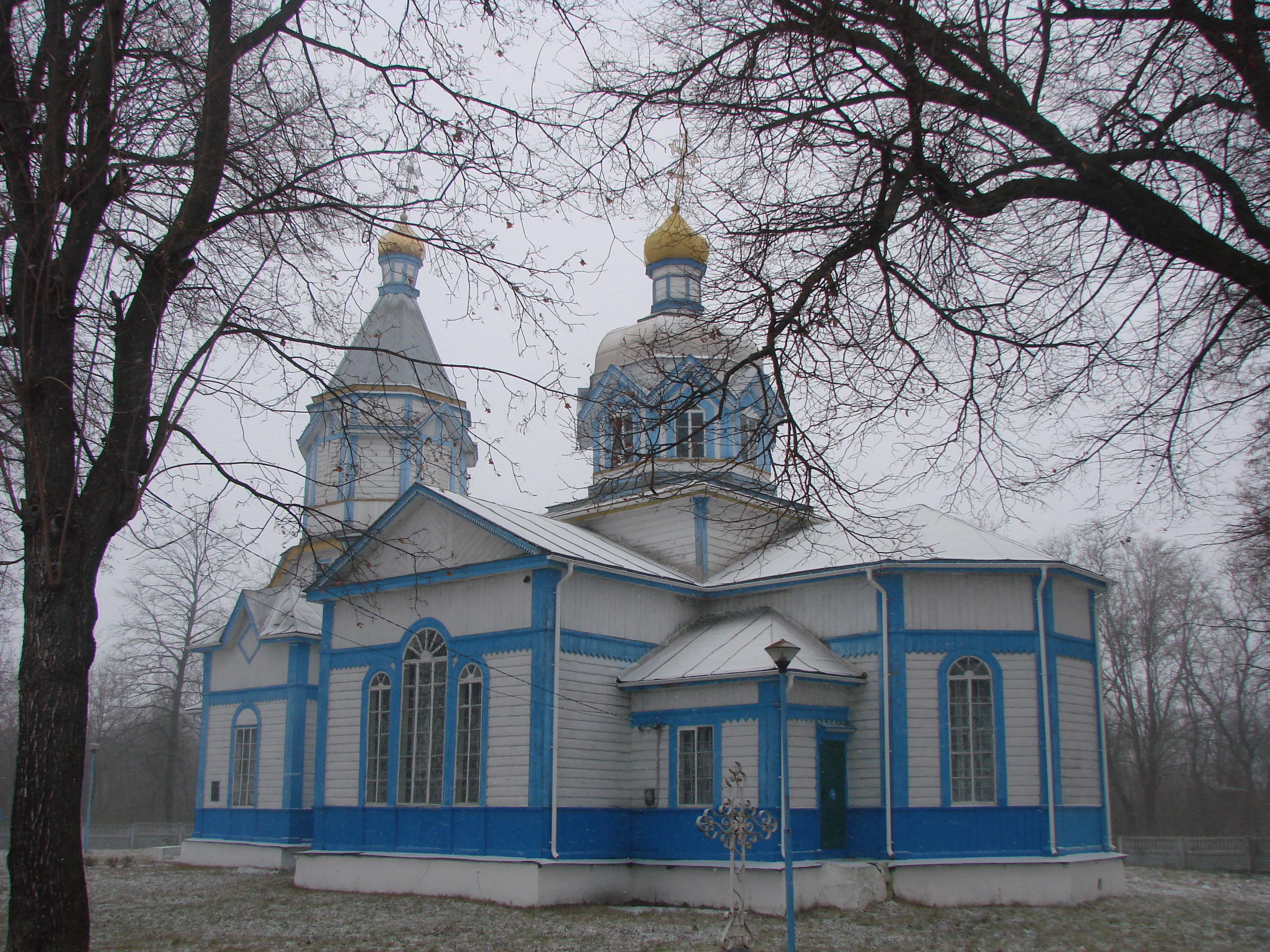
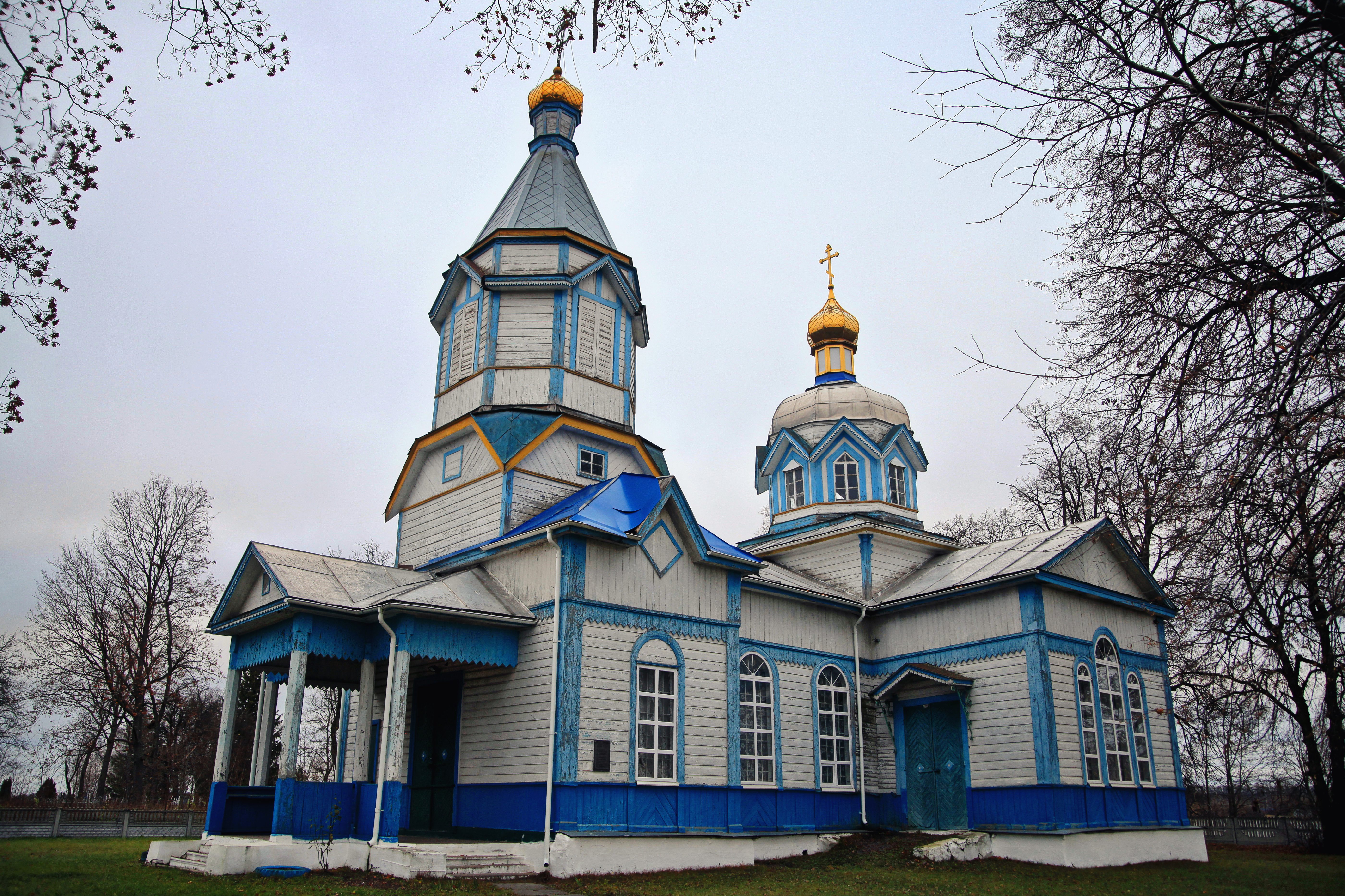
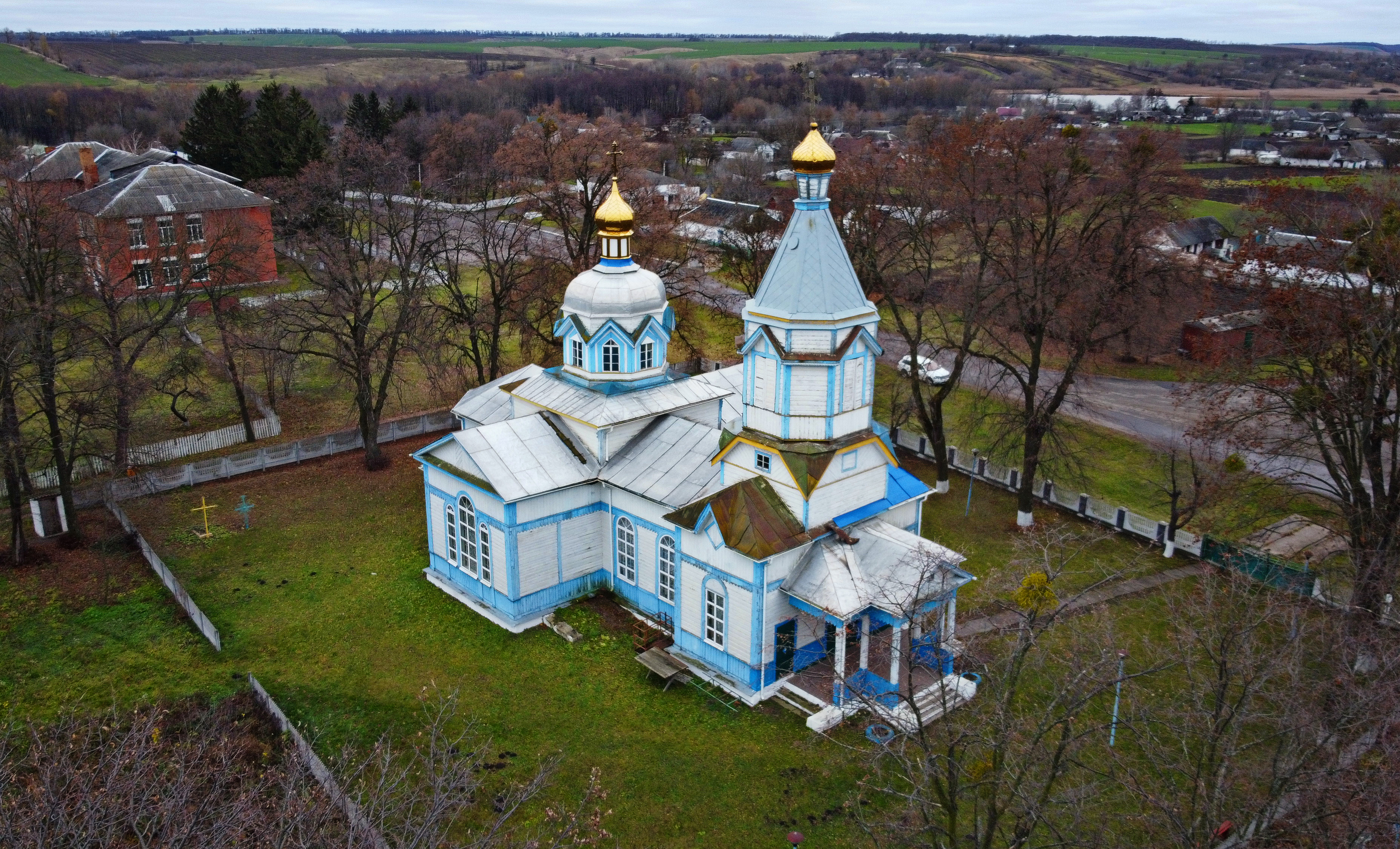
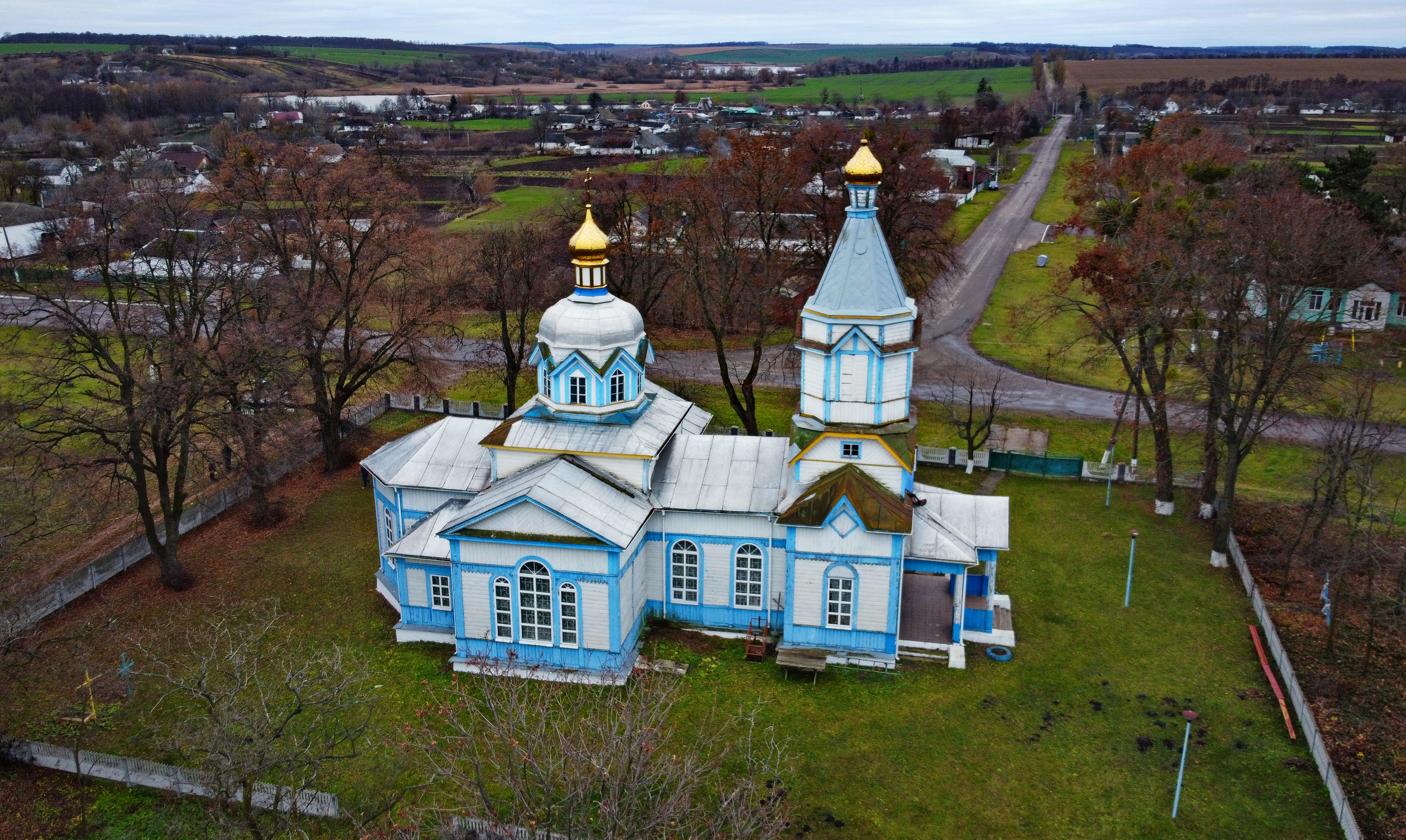